# Tumoranämie
Als Tumoranämie bezeichnet man die Blutarmut (fachsprachlich Anämie), die bei bösartigen Tumoren (Krebs) entstehen kann. Sie ist, ebenso wie die Anämie bei chronisch entzündlichen Erkrankungen, ein unspezifisches Begleitsymptom der Grunderkrankung.

## Pathogenese
Es ist genug Eisen in den Eisenspeichern vorhanden. Dieses kann aufgrund der hemmenden Wirkung bestimmter Entzündungsmediatoren nicht in vollem Umfang für die Blutbildung verwendet werden. Es wird nicht genug Eisen aus den Knochenmarksmakrophagen an die Zellen der Blutbildung weitergegeben. Außerdem wird die Produktion von Erythropoetin vermindert.

## Merkmale
Es kommt zu einer normozytär-normochromen (Größe der roten Blutkörperchen und Gehalt an Blutfarbstoff normal) oder mikrozytär-hypochromen (kleine rote Blutkörperchen mit wenig Blutfarbstoff) Anämie. Der Ferritinspiegel ist normal oder erhöht (Eisenspeicher voll).